# Peter Hölzl (Orgelbauer)
Peter Hölzl (auch: Hölzel, Hötzel) (* 10. März 1751 in Grulich, Königgrätzer Kreis, Königreich Böhmen; † 12. September 1827 in Buchholz bei Garsten, Oberösterreich) war ein österreichischer Orgelbauer.

## Leben
Peter Hölzl soll das Orgelbauerhandwerk bei Johann Daniel Silbermann in Dresden erlernt und beinahe sechs Jahre bei Franz Xaver Chrismann als Orgelbauer gearbeitet haben. Möglicherweise übernahm er die Orgelbauwerkstätte in Garsten von Franz Xaver Chrismann, da er die letzte von Chrismann gebaute Orgel in Rottenmann vollendete. 
Seine Orgeln weisen einen spätbarocken Klangstil auf, und er gilt als der bedeutendste Orgelbauer in Oberösterreich. Von ihm sind viele Instrumente in Niederösterreich, Oberösterreich und der Steiermark erhalten.
Seine Orgelbauwerkstätte wurde zunächst von seinem Sohn Simon Anton Hölzl und dann von seinem Enkel Franz Xaver Hölzl weitergeführt.

## Peter Hölzl
| Jahr      | Ort                         | Gebäude                                 | Bild | Manuale | Register | Bemerkungen                                                 |
| --------- | --------------------------- | --------------------------------------- | ---- | ------- | -------- | ----------------------------------------------------------- |
| 1785      | Weistrach                   | Pfarrkirche Weistrach                   |      | II/P    | 14       | nicht erhalten                                              |
| 1789      | Behamberg                   | Pfarrkirche Behamberg                   |      |         |          | nicht erhalten, seit 1899 Orgel der Gebrüder Rieger         |
| 1792      | Opponitz                    | Pfarrkirche Opponitz                    |      | II/P    | 18       | [ 2 ]                                                       |
| nach 1792 | Fischlham                   | Pfarrkirche Fischlham                   |      |         |          |                                                             |
| 1795      | Adlwang                     | Pfarrkirche Adlwang                     |      |         |          |                                                             |
| 1797      | Sindelburg                  | Pfarrkirche Sindelburg                  |      | II/P    | 16       | Gehäuse erhalten, seit 1965 Orgel von Gregor Hradetzky      |
| 1799      | Vorchdorf                   | Pfarrkirche Vorchdorf                   |      |         |          | Gehäuse erhalten, seit 1995 Orgel von Andreas Kaltenbrunner |
| ca. 1800  | St. Anton an der Jeßnitz    | Pfarrkirche St. Anton an der Jeßnitz    |      | II/P    |          |                                                             |
| 1804      | Ardagger                    | Pfarrkirche Ardagger Markt              |      |         |          | Erneuerung durch Peter Hölzl                                |
| 1809      | Säusenstein                 | Stift Säusenstein                       |      |         |          |                                                             |
| 1811      | Steinbach an der Steyr      | Pfarrkirche Steinbach an der Steyr      |      |         |          | nicht erhalten                                              |
| 1819      | Sankt Lorenzen im Paltental | Pfarrkirche St. Lorenzen im Paltental   |      |         |          |                                                             |
| 1820      | St. Marien OÖ               | Pfarrkirche Weichstetten                |      | I/P     |          |                                                             |
| 1821      | Scharten                    | Pfarrkirche Scharten                    |      |         |          |                                                             |
| 1822      | Frauenberg                  | Wallfahrtskirche Frauenberg an der Enns |      | II/P    | 18       | Erweiterung durch Peter Hölzl                               |